# Ridiculous Thoughts
«Ridiculous Thoughts» —en españolː Pensamientos rídiculos— es una canción de la banda irlandesa de rock The Cranberries, publicada por Island Records el 31 de julio de 1995 como el cuarto y último sencillo encargado de promocionar No Need to Argue, el segundo álbum de estudio de la agrupación.
La canción fue escrita por Dolores O'Riordan y Noel Hogan; O'Riordan escribió la letra mientras que la música fue autoría de ella junto a Hogan, siendo producida por Stephen Street.

## Rendimiento comercial
El tema se convirtió en un éxito moderado, llegando a la posición veintitrés en Irlanda, número veintidós en Escocia y el puesto veinte en el Reino Unido. Su mayor éxito fue en Países Bajos, logrando alcanzar las posiciones doce y trece de sus listas musicales. En Estados Unidos al igual que los otros tres sencillos del álbum, no fue publicado en formato físico, por los que no ingresó en el Billboard Hot 100 debido a las reglas de esa época, pero logró entrar en el Billboard Modern Rock Tracks en la ubicación catorce.

## Vídeo musical
Hay dos vídeos musicales de «Riduculous Thoughts»: el primero de ellos fue grabado en mayo de 1995 y estuvo dirigido por Samuel Bayer y protagonizado por el actor Elijah Wood. En el clip se ve a Wood deambulando por una ciudad en ruinas, en donde intenta seguir unas señales de radio, escenas que son intercaladas con otras en donde Dolores O'Riordan canta el tema y con diversas tomas del resto de los integrantes de la banda. 
La segunda versión fue rehecha por The Cranberries usando el seudónimo "Freckles Flynn" como director, mezclando la cinta original en donde aparecen las escenas de Wood con imágenes en directo de su gira estadounidense. O'Riordan afirmó que la banda no entendía ni se identificaba con el concepto que Bayer había mostrado en el vídeo, por lo que decidieron rehacerlo. La versión original del se incluyó más tarde en el videoálbum Stars: The Best of Videos 1992–2002 (2002).

## Lista de canciones
| Sencillo en CD en Australia 1. «Ridiculous Thoughts» - 4:34 2. «Linger» - 4:34 3. «Tweny One» (Live) - 3:04 4. «Ridiculous Thoughts» (Live) - 6:09 Sencillo en CD promocional en Estados Unidos 1. «Ridiculous Thoughts» (Radio edit) - 3:37 2. «Ridiculous Thoughts» (Album version) - 4:31 Sencillo en CD promocional de una pista en Estados Unidos 1. «Ridiculous Thoughts» - 4:31 | Sencillo en CD en Europa y maxisencillo en Japón 1. «Ridiculous Thoughts» (LP Version) - 4:33 2. «I Can't Be with You» (Live) - 3:10 3. «Tweny One» (Live) - 3:04 4. «Ridiculous Thoughts» (Live) - 6:09 Sencillo en CD de dos pistas en Europa 1. «Ridiculous Thoughts» (LP Version) - 4:33 2. «I Can't Be with You» (Live) - 3:10 Sencillo en CD y vinilo de 7" en Reino Unido 1. «Ridiculous Thoughts» (LP Version) - 4:31 2. «Linger» (LP Version) - 4:34 |

## Posicionamiento en las listas
| País           | Lista (1995)                    | Puesto |
| -------------- | ------------------------------- | ------ |
| Australia      | ARIA Singles Chart              | 60     |
| Escocia        | Official Charts Company         | 22     |
| Estados Unidos | US Billboard Modern Rock Tracks | 14     |
| Irlanda        | Irish Singles Chart             | 23     |
| Países Bajos   | Nederlandse Top 40 Tipparade    | 12     |
| Países Bajos   | Dutch Single Tip                | 13     |
| Nueva Zelanda  | Recorded Music NZ               | 43     |
| Reino Unido    | UK Singles Chart                | 20     |

## Créditos
| The Cranberries - Dolores O'Riordan - voz, teclados - Noel Hogan - guitarra eléctrica - Mike Hogan - bajo - Fergal Lawler - batería | Técnicos - Stephen Street - producción, ingeniero de sonido |